# Aristolochia haitiensis
Aristolochia haitiensis là một loài thực vật có hoa trong họ Aristolochiaceae. Loài này được Ekman & O.C.Schmidt mô tả khoa học đầu tiên năm 1929.